# Temwria
Temwria (gr. Τεμβριά) – wieś w Republice Cypryjskiej, w dystrykcie Nikozja. W 2011 roku liczyła 498 mieszkańców.